# Tchads fotbollsförbund
Tchads fotbollsförbund, officiellt Fédération Tchadienne de Football Association, är ett specialidrottsförbund som organiserar fotbollen i Tchad.
Förbundet grundades 1962 och gick med i Caf 1964. De anslöt sig till Fifa år 1964. Tchads fotbollsförbund har sitt huvudkontor i staden N'Djamena.